# 황즈팡

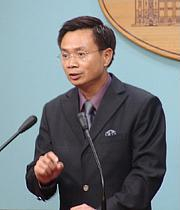
황즈팡

황즈팡(중국어: 黃志芳, 병음: Huáng Zhìfāng, 1958년 9월 14일 ~ )은 타이완 출신 중화민국의 외교가, 정치가이다. 영어 이름은 제임스 황(영어: James Huang)이다.

## 생애
황즈팡은 1958년 9월 14일 중화민국 타이난시에서 태어나서, 타이난 제1고급 중학교를 졸업하고 국립 타이완 대학에 입학하였다. 입학할 때는 농학을 선택하였지만, 대학교 2학년 때 정치학부 국제관계학과로 옮겼다. 타이완 대학을 졸업한 후에는 중화민국 외교부에 들어가 미국 주재 타이베이 대표부 등 여러 곳에서 일하였다.
1999년부터 대륙위원회에 취직을 하여 여러 번 아시아 태평양 경제협력체(APEC) 각료회의에 참석하였다. 외교부와 대륙위원회에서 일한 경험을 살려 천수이볜 총통과 함께 중화민국과 국교가 없는 나라들과 외교 관계 증진을 적극적으로 추진하였고, 그 공로로 2006년 1월 25일에 외교부장으로 취임하였다. 하지만 2008년 5월 6일에 외교부가 파푸아뉴기니와의 수교 공작을 추진하다가 미국·싱가포르 국적의 브로커로부터 3,000만 미국 달러를 갈취당한 사건에 연루된 책임을 지고 사임했다.
2016년에는 차이잉원 정부의 중화민국 총통부 산하 신남향정책사무실의 주임으로 임명되었고, 2017년에는 대외무역발전협회 회장으로 임명되었다.

## 같이 보기
- 중화민국 외교부